# Nəcəfqulubəyli (Ağcabədi)
Nəcəfqulubəyli è un comune dell'Azerbaigian situato nel distretto di Ağcabədi. Conta una popolazione di 1 060 abitanti.